# دينيس لوسون (ممثل)
دينيس لوسون (بالإنجليزية: Denis Lawson)‏ (و. 1947  م) هو كاتب سيناريو، ومخرج أفلام، وممثل أفلام بريطاني.
يُعتبر لوسون واحدًا من أبرز الوجوه في صناعة السينما والتلفزيون البريطانية، حيث اشتهر بأدواره المتنوعة في العديد من الأعمال الدرامية والكوميدية.

## المسيرة الفنية
بدأ دينيس لوسون مسيرته الفنية في الستينيات، حيث شارك في العديد من المسرحيات التلفزيونية. ومع ذلك، كانت انطلاقته الحقيقية في السبعينيات عندما حصل على دور في المسلسل الكوميدي الشهير "Dad's Army" (1971-1975)، حيث لعب دور "الجنرال ميدلتون".
لعب لوسون دور طيار إكس-وينج ويدج أنتيليس في جميع الأفلام الثلاثة من ثلاثية حرب النجوم الأصلية. وفي عام 1983، لعب دور جوردون أوركهارت في فيلم (بالإنجليزية: Local Hero)‏. في عام 2001، أعاد تمثيل دور ويدج أنتيلز في شكل تعليق صوتي في لعبة (بالإنجليزية: Local Hero)‏، وفعل الشيء نفسه في فيلم ”أنا أمك“، وهي حلقة من إنتاج شركة آردمان أنيميشنز لسلسلة الرسوم المتحركة ”حرب النجوم: رؤى“ من إنتاج ديزني بلس في عام 2023.
وقد ظهر كثيراً على مسرح ويست إند، لا سيما في المسرحية الموسيقية السيد سيندرز في مسرح فورتشن من 1983 إلى 1984.

## الأعمال البارزة:
- "مستشفى كاسل" (Castle Hospital): مسلسل درامي شهير في الثمانينيات.
- "الطائرات الحربية" (Allo 'Allo!): مسلسل كوميدي شهير حيث لعب دور "الضابط هيرمان".
- "الطائرات الحربية" (Wings): مسلسل درامي عسكري حيث لعب دور "الطيار".
- "الطائرات الحربية" (The High Life): مسلسل كوميدي حيث لعب دور "الطيار".

## النجاح في السينما
بالإضافة إلى أعماله التلفزيونية، شارك لوسون في العديد من الأفلام السينمائية. من بين أبرز أفلامه:
- "Star Wars: Episode IV - A New Hope" (1977): حيث لعب دور "Wedge Antilles"، وهو أحد الطيارين الرئيسيين في الفيلم.
- "The Last of the Blonde Bombshells" (2000): فيلم درامي حيث حصل على إشادة كبيرة لأدائه.

## الإخراج
بالإضافة إلى التمثيل، قام دينيس لوسون بإخراج عدد من الأعمال التلفزيونية، مما أظهر موهبته في هذا المجال. من بين الأعمال التي أخرجها:
"The High Life": حيث أخرج بعض حلقات المسلسل.

## الحياة الشخصية
دينيس لوسون متزوج من الممثلة "بيتي لوسون"، ولديهما طفلان. يُعرف لوسون بشغفه بالموسيقى، حيث يعزف على الجيتار ويغني.

## التكريمات
حصل دينيس لوسون على العديد من الجوائز والتكريمات خلال مسيرته الفنية، بما في ذلك:
- جائزة BAFTA: عن دوره في الأعمال التلفزيونية.
- جوائز أخرى: تقديرًا لمساهماته في صناعة السينما والتلفزيون.

## خاتمة
يُعتبر دينيس لوسون واحدًا من أبرز الممثلين في بريطانيا، حيث ترك بصمة واضحة في عالم السينما والتلفزيون. بفضل موهبته المتعددة، استطاع أن يحقق نجاحًا كبيرًا في مجالات التمثيل والإخراج، مما يجعله شخصية محبوبة ومؤثرة في صناعة الترفيه

## التعليم
تعلم في Morrison's Academy ‏.

## جوائز وترشيحات
حصل على جوائز منها:
جوائز
- Laurence Olivier Award for Best Actor in a Musical [الإنجليزية]‏ (1983)

ترشيحات
- جائزة الأكاديمية البريطانية للتلفاز عن فئة أفضل ممثل [الإنجليزية]‏، عن عمل: منزل كئيب (2006)
- Laurence Olivier Award for Best Actor in a Musical [الإنجليزية]‏ (1980)
- Laurence Olivier Award for Best Actor in a Musical [الإنجليزية]‏ (2009)
- جائزة إيمي برايم تايم عن فئة الأداء المذهل لممثل مساعد في مسلسل قصير أو فيلم [الإنجليزية]‏ (2006)

ترشح لـ:
- Laurence Olivier Award for Best Actor in a Musical [الإنجليزية]‏ (2009)
- جائزة إيمي برايم تايم عن فئة الأداء المذهل لممثل مساعد في مسلسل قصير أو فيلم  [لغات أخرى]‏، عن عمل: Masterpiece (TV series) [الإنجليزية]‏ (2006)
- جائزة الأكاديمية البريطانية للتلفاز عن فئة أفضل ممثل  [لغات أخرى]‏، عن عمل: منزل كئيب (2006)
- Laurence Olivier Award for Best Actor in a Musical [الإنجليزية]‏ (1983)
- Laurence Olivier Award for Best Actor in a Musical [الإنجليزية]‏ (1980).

## وصلات خارجية
- دينيس لوسون على موقع IMDb (الإنجليزية)
- دينيس لوسون على موقع ألو سيني (الفرنسية)
- دينيس لوسون على موقع تيرنر كلاسيك موفيز (الإنجليزية)
- دينيس لوسون على موقع أول موفي (الإنجليزية)
- دينيس لوسون على موقع قاعدة بيانات الأفلام السويدية (السويدية)
- دينيس لوسون على موقع ديسكوغز (الإنجليزية)
- دينيس لوسون على موقع قاعدة بيانات الفيلم (الإنجليزية)
- دينيس لوسون على موقع كينوبويسك (الروسية)